# چن لی
چن لی (انگلیسی: Chen Li؛ زادهٔ ۱۳ مارس ۱۹۷۱) تنیس‌باز زن اهل چین بود. وی در بازی‌های المپیک تابستانی ۱۹۹۲ و ۱۹۹۶ شرکت کرده‌است.